# Santiago Lazar
Santiago Lazar (* 24. Mai 2008) ist ein uruguayischer Leichtathlet, der sich auf den Sprint spezialisiert hat.

## Sportliche Laufbahn
Erste internationale Erfahrungen sammelte Santiago Lazar im Jahr 2024, als er bei den U20-Südamerikameisterschaften in Lima in 22,08 s den sechsten Platz im 200-Meter-Lauf belegte. Im Dezember gewann er bei den U18-Südamerikameisterschaften in San Luis in 11,01 s die Bronzemedaille im 100-Meter-Lauf und belegte in 21,53 s den fünften Platz über 200 Meter. Im Jahr darauf schied er bei den Südamerikameisterschaften in Mar del Plata mit 10,54 s in der Vorrunde über 100 Meter aus und kam mit der uruguayischen 4-mal-100-Meter-Staffel im Vorlauf nicht ins Ziel.
2024 wurde Lazar uruguayischer Meister im 200-Meter-Lauf.

## Persönliche Bestzeiten
- 60 Meter: 6,77 s (+0,5 m/s), 1. Februar 2025 in Montevideo (U20-Südamerikarekord)
- 100 Meter: 10,54 s (+0,3 m/s), 25. April 2025 in Mar del Plata
- 200 Meter: 21,84 s (+1,5 m/s), 5. Mai 2024 in San Carlos